# Osservatorio di Cerro El Roble
L'osservatorio di Cerro El Roble è un osservatorio astronomico cileno situato sull'omonima vetta andina, poco a nord-est di Santiago del Cile, alle coordinate 32°58′34.32″S 71°00′53.28″W a circa 2200 m s.l.m.. Il suo codice MPC è 805 Santiago-Cerro El Roble.
L'osservatorio nasce nel 1965 da una cooperazione tra Cile ed Unione Sovietica ed è gestito dall'Università del Cile.
La strumentazione principale di cui è dotato è un telescopio Maksutov-Cassegrain di 70 cm di apertura.
Il Minor Planet Center gli accredita la scoperta dell'asteroide 5387 Casleo effettuata l'11 luglio 1980.